# Sunt celebru, scoate-mă de aici!
Sunt celebru, scoate-mă de aici! este un reality show de televiziune românesc în care o serie de vedete trăiesc împreună într-un mediu din junglă timp de câteva săptămâni, concurând pentru a fi încoronat(ă) „Regele” sau „Regina" junglei”.
Reality-show-ul se bazează pe formatul britanic I'm a Celebrity...Get Me Out of Here! care a fost lansat în 2002 în Marea Britanie de Granada Television și produs de filiala sa, London Weekend Television (LWT). Acum, formatul este deținut de Lifted Entertainment (subsidiară ITV Studios) și a fost licențiat la nivel global în țări precum Statele Unite, Germania, Franța, Ungaria, Suedia, Olanda, Danemarca, România, Australia și India.
Sezonul 1 a debutat la Pro TV pe 16 februarie 2015 iar primul episod a fost urmărit de peste 2,5 milioane de telespectatori din România. Finala show-ului de pe 8 martie 2015 a avut cea mai bună audiență dintre toate cele 21 de ediții. Aproape 2,8 milioane de persoane au văzut ultima ediție a sezonului în care Cătălin Moroșanu a fost ales câștigător (Regele Junglei) de către telespectatori.
După o pauză de 7 ani, Pro TV a anunțat la mijlocul anului 2022 reluarea show-ului Sunt celebru, scoate-mă de aici! și producția sezonului 2 în Republica Dominicană.

## Locațiile de filmare
Primul sezon din Sunt celebru, scoate-mă de aici! a fost produs în 2015 de compania de producție Rapid Blue (actuala divizie a BBC Studios) împreună cu PRO TV într-un hub de producție din Parcul Național Kruger, în sudul provinciei Mpumalanga (Africa de Sud).
În sezonul doi, Pro TV a continuat colaborarea cu compania de producție Acun Medya Global ce a început în 2022 cu producerea sezonului 3 al show-ului Survivor România. Filmările la Sunt celebru, scoate-mă de aici! s-au desfășurat în hub-ul de producție al Acun Medya din provincia La Romana, Republica Dominicană, în perioada iulie-octombrie 2022.

## Format
Formatul presupune ca un grup de celebrități să trăiască împreună în condiții extreme, într-o tabără special construită în junglă. Vedetele sunt izolate și renunță la orice fel de contact cu lumea exterioară. Concurenții participă la provocări pentru a asigura hrana și bunătăți suplimentare pentru grup și pentru a evita să fie eliminați. Aceste provocări implică adesea fauna sălbatică locală și sunt menite să-i scoată pe concurenți din zona de confort personală. În fiecare săptămână, un concurent este eliminat din junglă în urma unor jocuri individuale.
Pe parcursul emisiunii în competiție intră și alți concurenți suplimentari, numiți „intruși”. Câștigătorul show-ului primește titlul de Rege sau Regină a Junglei și este desemnat în urma voturilor publicului.

## Prezentarea generală a seriei
| Sezonul | Episoade | Data premierei    | Data finalei      | Concurenți | Finaliștii       | Finaliștii   | Finaliștii  | Audiența medie | Locația              |
| Sezonul | Episoade | Data premierei    | Data finalei      | Concurenți | Câștigător       | Locul doi    | Locul trei  | Audiența medie | Locația              |
| ------- | -------- | ----------------- | ----------------- | ---------- | ---------------- | ------------ | ----------- | -------------- | -------------------- |
| 1       | 21       | 16 februarie 2015 | 8 martie 2015     | 13         | Cătălin Moroșanu | Dorian Popa  | Ruby        | 2.220.000      | Africa de Sud        |
| 2       | 26       | 4 septembrie 2022 | 24 noiembrie 2022 | 18         | Anisia Gafton    | Giani Kiriță | Levent Sali | 800.000        | Republica Dominicană |

Legenda
     Câștigător – Regele sau Regina Junglei
     Locul doi
     Locul trei
     Intrare după începerea competiției
     Evacuare medicală / Descalificare
     Renunțare

### Sezonul 1 (2015)
Primul sezon din Sunt celebru, scoate-mă de aici! a avut premiera la PRO TV pe 16 februarie 2015. Sezonul a fost găzduit de Cabral Ibacka și Mihai Bobonete și a avut treisprezece celebrități. Cătălin Moroșanu a câștigat sezonul, fiind încoronat Rege al Junglei pe 8 martie 2015.
| Celebritate        | Cunoscut(ă) ca                                 | Intrare | Performanță |          |
| ------------------ | ---------------------------------------------- | ------- | ----------- | -------- |
| Cătălin Moroșanu   | Fost pugilist, kickboxer și politician         | Ziua 1  | Ziua 21     | Locul 1  |
| Dorian Popa        | Cântăreț, vlogger și actor                     | Ziua 1  | Ziua 21     | Locul 2  |
| Ruby               | Cântăreață                                     | Ziua 1  | Ziua 21     | Locul 3  |
| Gina Pistol        | Model și vedetă de televiziune                 | Ziua 1  | Ziua 20     | Locul 4  |
| Luminița Nicolescu | Antrenor fitness                               | Ziua 1  | Ziua 18     | Locul 5  |
| Andreea Moldovan   | Concurentă MasterChef România                  | Ziua 1  | Ziua 18     | Locul 6  |
| Vladimir Drăghia   | Actor                                          | Ziua 7  | Ziua 17     | Locul 7  |
| Alina Plugaru      | Fostă actriță porno, dansatoare și model       | Ziua 3  | Ziua 16     | Locul 8  |
| Elena Lasconi      | Politician, fostă prezentatoare de televiziune | Ziua 1  | Ziua 14     | Locul 9  |
| Elena Merișoreanu  | Cântăreață de muzică populară                  | Ziua 1  | Ziua 13     | Locul 10 |
| Gabi Jugaru        | Actor și antreprenor                           | Ziua 3  | Ziua 12     | Locul 11 |
| Mihai Trăistariu   | Cântăreț                                       | Ziua 1  | Ziua 11     | Locul 12 |
| Pacha Man          | Cântăreț                                       | Ziua 1  | Ziua 6      | Locul 13 |

### Sezonul 2 (2022)
Sezonul doi din Sunt celebru, scoate-mă de aici! a debutat la PRO TV pe 4 septembrie 2022 și a fost găzduit de Cabral Ibacka și Adela Popescu. Pe 8 august 2022 au fost dezvăluite și numele celor douăsprezece celebrități care au intrat în competiție din ziua 1. Cântăreața AMI și chef-ul Salvo Lo Castro s-au alăturat celor două echipe în episodul 5. „Intrușii” Ioana Filimon și Radu Vlăduț, au debarcat în taberele din junglă în episodul 13 iar Roxana Nemeș și Levent Sali în episodul 19.
Actrița de stand-up comedy Anisia Gafton a câștigat titlul de Regină a Junglei pe 24 noiembrie 2022, în timp ce fostul fotbalist Giani Kiriță s-a clasat pe locul secund iar actorul Levent Sali pe locul al treilea.
     Echipa Portocalie
     Echipa Violetă
| Celebritate                  | Celebritate | Cunoscut(ă) ca                           | Intrare     | Ieșire      | Performanță |
| ---------------------------- | ----------- | ---------------------------------------- | ----------- | ----------- | ----------- |
| Anisia Gafton                |             | Actriță de stand-up comedy               | Episodul 1  | Episodul 26 | Locul 1     |
| Giani Kiriță                 |             | Fost jucător de fotbal                   | Episodul 1  | Episodul 26 | Locul 2     |
| Levent Sali                  |             | Actor                                    | Episodul 19 | Episodul 26 | Locul 3     |
| Radu Vlăduț                  |             | Instructor aerobic                       | Episodul 13 | Episodul 25 | Locul 4     |
| Cristian Mitrea              |             | Fost luptător de MMA                     | Episodul 1  | Episodul 24 | Locul 5     |
| Roxana Nemeș                 |             | Cântăreață                               | Episodul 19 | Episodul 23 | Locul 6     |
| AMI                          |             | Cântăreață și compozitoare               | Episodul 5  | Episodul 22 | Locul 7     |
| Ioana Maria Filimon          |             | Model                                    | Episodul 13 | Episodul 20 | Locul 8     |
| Bianca „Bia Khalifa” Niculai |             | Cântăreață și adult content creator      | Episodul 1  | Episodul 18 | Locul 9     |
| Roxana „Ruxi” Erdei          |             | Social media influencer                  | Episodul 1  | Episodul 16 | Locul 10    |
| Tania Popa                   |             | Actriță                                  | Episodul 1  | Episodul 14 | Locul 11    |
| Lidia Buble                  |             | Cântăreață                               | Episodul 1  | Episodul 12 | Locul 12    |
| Mara Bănică                  |             | Jurnalistă                               | Episodul 1  | Episodul 10 | Locul 13    |
| Alexandru Bogdan             |             | Actor                                    | Episodul 1  | Episodul 10 | Locul 14    |
| Salvo Lo Castro              |             | Chef                                     | Episodul 5  | Episodul 8  | Locul 15    |
| Răzvan Gabriel Botezatu      |             | Influencer și prezentator de televiziune | Episodul 1  | Episodul 8  | Locul 16    |
| Cornel Palade                |             | Actor de comedie                         | Episodul 1  | Episodul 6  | Locul 17    |
| Paul Octavian Diaconescu     |             | Actor                                    | Episodul 1  | Episodul 3  | Locul 18    |

## Audiențe
| Sezonul | Episoade | Premiera          | Premiera       | Premiera | Finala            | Finala         | Finala | Audiența medie | Surse         |
| Sezonul | Episoade | Data difuzării    | Telespectatori | Loc      | Data difuzării    | Telespectatori | Loc    | Audiența medie | Surse         |
| ------- | -------- | ----------------- | -------------- | -------- | ----------------- | -------------- | ------ | -------------- | ------------- |
| 1       | 21       | 16 februarie 2015 | 2.530.000      | 1        | 8 martie 2015     | 2.770.000      | 1      | 2.220.000      | [ 1 ] [ 2 ]   |
| 2       | 26       | 4 septembrie 2022 | 1.243.000      | 1        | 24 noiembrie 2022 | N/A            | 4      | 800.000        | [ 18 ] [ 19 ] |

1. ↑  N/A: informația nu este disponibilă.

## Premii și nominalizări
| Anul | Premiu                  | Categoria                   | Laureat                          | Rezultat | Ref.   |
| ---- | ----------------------- | --------------------------- | -------------------------------- | -------- | ------ |
| 2015 | Premiile Radar de Media | Cea mai bună producție nouă | Sunt celebru, scoate-mă de aici! | Câștigat | [ 20 ] |